# Jacutinga (Rio Grande do Sul)
Jacutinga é um município do estado brasileiro do Rio Grande do Sul. Localizado a uma altitude de 650 metros, possui 3.615 habitantes.

## História
Jacutinga começou a ser colonizada por volta de 1891 quando um grupo de judeus começou a povoar a região. A cidade de Jacutinga teve a suas origens na Fazenda Quatro Irmãos.
O nome Jacutinga surgiu em razão da existência de várias aves da espécie (pipile jacutinga) na região.

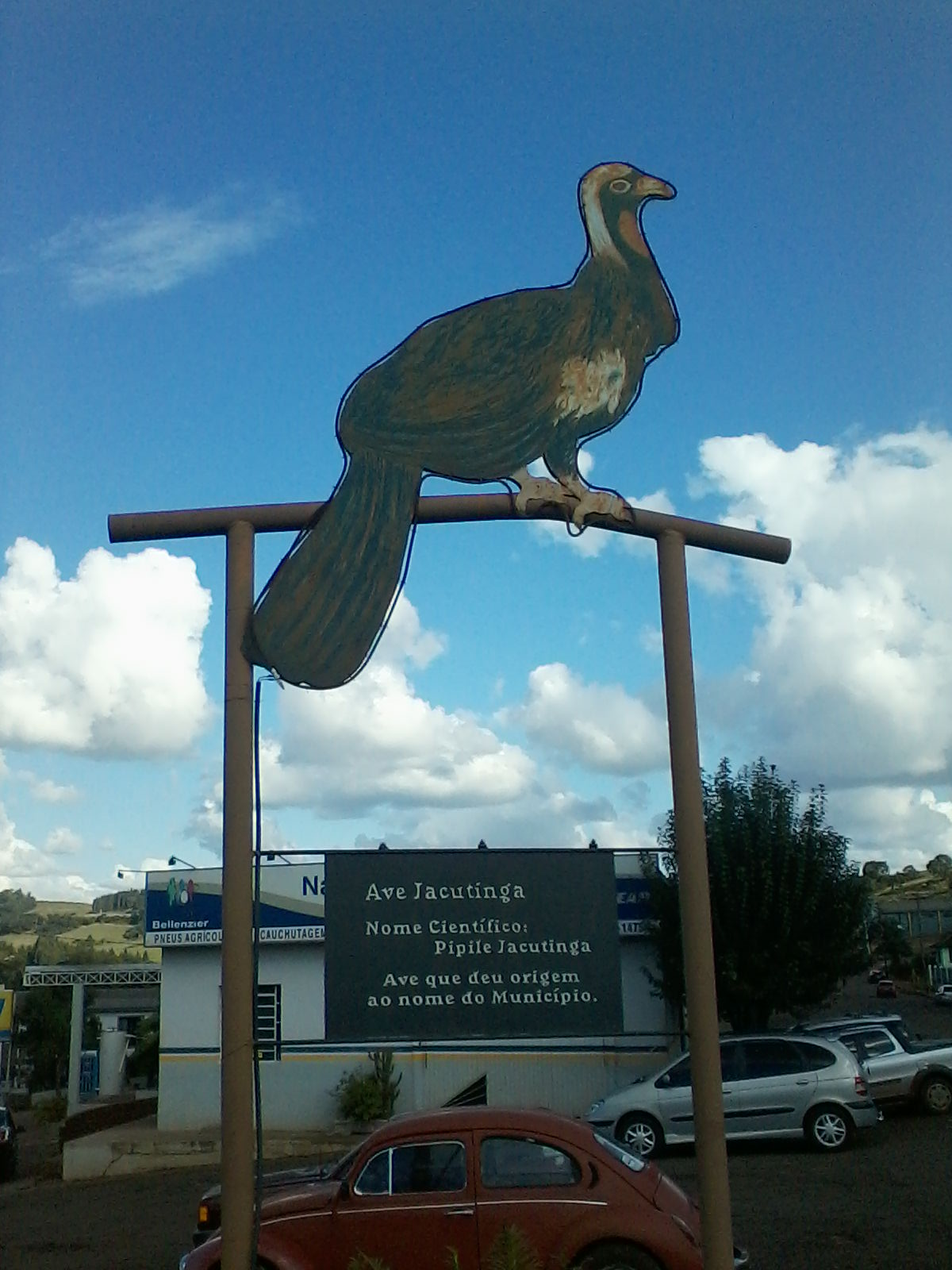
A ave símbolo do município de Jacutinga

## Geografia
Está localizado ao norte do estado e pertence à Mesorregião do Noroeste Rio-Grandense e à Microrregião de Erechim.

## Economia
Cresceu economicamente graças a empresários que investem em silos para o armazenamento do cereal colhido.
Possui indústrias de balas, móveis e camisas, entre outras.
O maior evento comercial realizado no município é a Exposição do Comércio, Indústria e Agropecuária (Expocija), onde diversos expositores locais mostram o que têm de melhor em produtos coloniais e artesanais. O evento acontece a cada dois anos e é considerado um dos maiores eventos do norte do estado.
O município também é lembrado pelo Fórum do Desenvolvimento, realizado com o objetivo de que os pequenos empresários da cidade e região aprendam a ter um empreendimento próspero e lucrativo.

## Turismo
Uma de suas principais atrações turísticas é o Parque Municipal Ernesto V. Menin. Várias famílias passam dias acampando, usando o playground, fazendo trilhas e visitando as ruínas da antiga usina hidrelétrica, e é aberto a todos, durante o ano todo.
Um grande evento turístico do município é o Festival do Chopp.